# Wróżka (obraz Giovanniego Piazzetty)
Wróżka – obraz włoskiego malarza barokowego Giovanniego Piazzetty.
Piazzetta był reprezentantem szkoły emiliańskiego realizmu Crespiego. Prawdopodobnie widział jego dzieło pt. Lutnistka do którego odniósł się w swoim późniejszym dziele Wróżka. Można to zauważyć głównie w kompozycji obrazu, jak i w walorach chromatycznych. Omawiany obraz jest również jednym z pierwszych przykładów przedstawiających sielskie sceny zwanych bukolicznymi, które za idyllicznością ukrywały symboliczne znaczenia.

Kompozycja obrazu opiera się na założeniu piramidalnym, a układ taki został stworzony dzięki rozmieszczeniu postaci i ich gestów. Centralną postacią jest kobieta z ludu w wydekoltowanej szacie. Szarość i biel szaty i jej umiejętne rozmieszczenie wśród partii rudawych brązów i głębokiej zieleni tła, sprawia wrażenie świetlistości. Jak opisał to jeden z krytyków sztuki: 

...w blasku słonecznym, który łączy wszystkie elementy chromatyczne i czyni materię ruchliwą i pienistą, ewokując wibrację powietrza

Według najbardziej popularnej interpretacji, obraz przedstawia kobietę w słomkowym kapeluszu, która poddaje się usługom drugiej kobiety będącej wróżką. Na jej profesję ma wskazywać wyciągnięta ręka sięgająca po dłoń by odczytać przyszłość. Tytuł obrazu został nadany w XIX wieku. Obecnie krytycy dopuszczają inne interpretacje. Być może, patrząc na dość wyuzdana pozę kobiety w kapeluszu jest to scena miłosna inicjacji młodzieńca widocznego po prawej stronie. Drugi chłopiec ukazany tyłem wydaje się zachwalać walory kurtyzany. Inna interpretacja mówi, iż malując scenę autor nawiązuje do XVII wiecznych dzieł holenderskich i jest moralną przestrogą. Może to być również alegoria upadku Wenecji.

## Proweniencja
Obraz powstał w 1740 roku. Świadczy o tym odkryty przy okazji prac restauratorskich w 1956 roku napis widoczny po drugiej stronie płótna: Sławny malarz zwany Piazzetty był autorem tego obrazu zleconego mu w Wenecji w roku 1740 za cenę piętnastu cekinów. W latach późniejszych obraz został nabyty w Sienie przez Ehrenfreunda, a od niego w 1887 roku nabyła go Galleria dell’Accademia z Wenecji.